# This Boy's Fire
This Boy's Fire è il secondo singolo estratto dall'album Ultimate Santana di Carlos Santana. La canzone vede la partecipazione vocale della cantante statunitense Jennifer Lopez e del rapper messicano Baby Bash.

## Classifiche
| Classifica (2008)      | Posizione raggiunta |
| ---------------------- | ------------------- |
| Polish National Top 50 | 31                  |
| Hungary Top 40         | 27                  |
| Romanian Top 100       | 35                  |